# Copa Paraná 1999
In 1999 werd de tweede editie van de Copa Paraná gespeeld voor voetbalclubs uit de Braziliaanse staat Paraná, die niet aantraden in de nationale competities. De competitie werd georganiseerd door de FPF en werd gespeeld van 8 augustus tot 28 november. Londrina was meteen geplaatst voor de tweede fase. Grêmio Maringá werd kampioen. 

## Eerste fase

### Groep A
| Plaats | Clu            | Wed. | W | G | V | Saldo | Ptn. |
| ------ | -------------- | ---- | - | - | - | ----- | ---- |
| 1.     | Grêmio Maringá | 8    | 7 | 1 | 0 | 15:1  | 22   |
| 3.     | Portuguesa     | 8    | 3 | 2 | 3 | 11:12 | 11   |
| 4.     | Paranavaí      | 8    | 3 | 1 | 4 | 9:11  | 10   |
| 5.     | Cintos Mima    | 8    | 0 | 1 | 7 | 3:15  | 1    |

|  | Finale eerste fase en tweede fase               |
|  | Speelt voor derde plaats en plek in tweede fase |

### Groep B
| Plaats | Clu           | Wed. | W | G | V | Saldo | Ptn. |
| ------ | ------------- | ---- | - | - | - | ----- | ---- |
| 1.     | Foz do Iguaçu | 6    | 3 | 3 | 0 | 8:3   | 12   |
| 2.     | SOREC         | 6    | 2 | 1 | 3 | 7:8   | 7    |
| 3.     | Batel         | 6    | 1 | 3 | 2 | 6:8   | 6    |
| 4.     | Sport Paraná  | 6    | 1 | 3 | 2 | 5:7   | 6    |

|  | Finale eerste fase en tweede fase               |
|  | Speelt voor derde plaats en plek in tweede fase |

### Finale
| Team #1       | Tot.  | Team #2        | 1ste wed | 2de wed | 3de wed |
| ------------- | ----- | -------------- | -------- | ------- | ------- |
| Foz do Iguaçu | 3 - 4 | Grêmio Maringá | 2 - 1    | 1 - 3   | 0 - 0   |

### Derde plaats
De winnaar is geplaatst voor de tweede fase. 
| Team #1 | Tot.  | Team #2   | 1ste wed | 2de wed |
| ------- | ----- | --------- | -------- | ------- |
| SOREC   | 2 - 0 | Arapongas | 1 - 0    | 1 - 0   |

## Tweede fase
| Plaats | Clu            | Wed. | W | G | V | Saldo | Ptn. |
| ------ | -------------- | ---- | - | - | - | ----- | ---- |
| 1.     | Grêmio Maringá | 6    | 4 | 1 | 1 | 21:5  | 13   |
| 2.     | Londrina       | 6    | 4 | 1 | 1 | 16:7  | 13   |
| 3.     | Foz do Iguaçu  | 5    | 2 | 0 | 3 | 11:14 | 6    |
| 4.     | SOREC          | 5    | 0 | 0 | 5 | 1:23  | 0    |

|  | Kampioen, geplaatst voor Copa Sul-Minas 2000 |

## Kampioen
| Copa Paraná de 1999                |
| Maringá                            |
| ---------------------------------- |
| GRÊMIO MARINGÁ Kampioen (1° titel) |